# Geffosses
Geffosses es una comuna francesa situada en el departamento de Mancha, de la región de Normandía.

## Historia
Entre 1795 y 1800, pasó a formar parte de la comuna de Gefosse et Anneville al fusionarse con Anneville-sur-Mer y en 1830 fue reconstituida a partir de sus antiguos territorios.

## Demografía
| Gráfica de evolución demográfica de Geffosses entre 1793 y 2022 |
|                                                                 |

Los datos demográficos contemplados en este gráfico se han cogido de la página francesa EHESS/Cassini.